# Niegolewo
Niegolewo (prononciation : [ɲɛɡɔˈlɛvɔ]) est un village polonais de la gmina d'Opalenica dans le powiat de Nowy Tomyśl de la voïvodie de Grande-Pologne dans le centre-ouest de la Pologne.
Il se situe à environ 7 kilomètres au nord d'Opalenica (siège de la gmina), à 23 kilomètres à l'est de Nowy Tomyśl (siège du powiat) et à 32 kilomètres à l'ouest de Poznań (capitale régionale).

## Histoire
De 1975 à 1998, le village faisait partie du territoire de la voïvodie de Poznań.

Depuis 1999, Niegolewo est situé dans la voïvodie de Grande-Pologne.
Le village possède une population de 344 habitants en 2006.

### Personnalités liées à la commune
- Andrzej Niegolewski (1787-1857), a vécu à Niegolewo, colonel et homme politique polonais. Il s'est notamment illustré à la bataille de Somosierra.